# Marion (Virginia)
Marion település az Amerikai Egyesült Államok Virginia államában, Smyth megyében, melynek megyeszékhelye is. Lakosainak száma 5751 fő (2020. április 1.).

## Népesség
A település népességének változása:

| 2010 | 5 968 |
| 2020 | 5 751 |